# Ethelurgus dorsatus
Ethelurgus dorsatus är en stekelart som beskrevs av Henry Keith Townes, Jr. 1983. Ethelurgus dorsatus ingår i släktet Ethelurgus och familjen brokparasitsteklar. Inga underarter finns listade i Catalogue of Life.